# Euphonia anneae
Az Euphonia anneae a madarak osztályának verébalakúak (Passeriformes) rendjébe és a pintyfélék (Fringillidae) családjába tartozó faj.

## Rendszerezése
A fajt John Cassin amerikai ornitológus írta le 1865-ben.

## Alfaji
- Euphonia anneae anneae Cassin, 1865
- Euphonia anneae rufivertex Salvin, 1866[2]

## Előfordulása
Costa Rica, Panama és Kolumbia területén honos. Természetes élőhelyei a szubtrópusi vagy trópusi síkvidéki és hegyi esőerdők. Állandó, nem vonuló faj.

## Megjelenése
Testhossza 11 centiméter.
|  |

## Természetvédelmi helyzete
Az elterjedési területe nagyon nagy, egyedszáma még nagy, de csökken. A Természetvédelmi Világszövetség Vörös listáján nem fenyegetett fajként szerepel.